# 산서중학교
산서중학교(山西中學校)는 대한민국 전북특별자치도 장수군 산서면 동화리에 있는 공립 중학교이다.

## 학교 연혁
- 1968년 3월 28일 : 산서중학교 개교
- 1986년 3월 3일 : 산서고등학교 개교
- 1999년 3월 1일 : 산서중·고 통합
- 2021년 3월 1일 : 중학교 제20대 오정근 교장 부임
- 2023년 2월 10일 : 중학교 제53회 12명 졸업(총 5,711명)
- 2023년 2월 10일 : 고등학교 제35회 12명 졸업(총 1,580명)
- 2024년 3월 4일 : 중학교 제57회(8명) 입학
- 2024년 3월 4일 : 고등학교 제39회(8명) 입학

## 참고 자료
- 산서중학교 - 한국교육학술정보원 학교알리미